# Disclaimer
Disclaimer es una miniserie de suspenso o suspense psicológico escrita y dirigida por Alfonso Cuarón, basada en la novela homónima de 2015 de Renée Knight. Está protagonizada por Cate Blanchett en el papel de una documentalista obligada a enfrentarse a su pasado, y por Kevin Kline que interpreta al padre de un niño que ha muerto ahogado.
El reparto secundario incluye a Sacha Baron Cohen, Kodi Smit-McPhee, Louis Partridge, Leila George y Lesley Manville.
La serie se estrenó en el Festival Internacional de Cine de Venecia y el 11 de octubre de 2024 en Apple TV+.

## Premisa
Catherine Ravenscroft, una famosa periodista documental, descubre que es un personaje destacado en una novela que pretende revelar un secreto que ha intentado mantener oculto.

## Estilo
La historia se desarrolla de forma no lineal, con escenas que se alternan entre unas vacaciones en Italia (el encuentro de la joven Catherine con Jonathan y su posterior muerte por ahogamiento) y el regreso a casa en Londres veinte años después (la verdad emerge, las consecuencias). La serie también utiliza la técnica del narrador poco fiable, ya que los acontecimientos en Italia se cuentan dos veces: primero desde el punto de vista especulativo de Nancy y luego desde la experiencia en primera persona de Catherine.

## Elenco

### Principal
- Cate Blanchett como Catherine Ravenscroft[1][2][3]
  - Leila George como Catherine Ravenscroft de joven
- Kevin Kline como Stephen Brigstocke.[4]
- Sacha Baron Cohen como Robert Ravenscroft[5]
  - Adam El Hagar como Robert Ravenscroft de joven
- Lesley Manville como Nancy Brigstocke[6]
- Louis Partridge como Jonathan Brigstocke
- Indira Varma como narradora
- Kodi Smit-McPheecomo Nicholas Ravenscrof

### Actores episódicos
- Art Malik como Justin
- Liv Hill como Sasha
- Christiane Amanpour como ella misma
- HoYeon Jung como Jisoo Kim
- Michael Spicer como Simon
- Gemma Jones como Helen
- Youssef Kerkour como Richard Perkins,

## Crítica
En el agregador de reseñas Rotten Tomatoes, la serie tiene un índice de aprobación del 77% con una calificación promedio de 7.4/10, basada en 93 reseñas de críticos.
Metacritic calculó un promedio ponderado de 71 sobre 100 basado en 30 críticos, lo que indica reseñas "generalmente favorables".
Otras críticas se refieren a la serie como «una obra fallida», una «película alargada», con excesivo metraje, cuyo enmarañado metarrelato dificulta la comprensión de la historia.